# USS Nautilus (SSN-571)
Za druge ladje glejte USS Nautilus.
USS Nautilus (SSN-571) je bila prva jedrska podmornica Vojne mornarice ZDA in hkrati tudi prva na svetu, ki je uporabila jedrski pogon.
Koncept jedrske podmornice je razvil fizik Philip Abelson. 
12. decembra 1951 je Oddelek vojne mornarice ZDA oznanil, da bo prva jedrska podmornica na svetu (oznaka SSN-571) dobila ime Nautilus, po istoimenski podmornici iz romana Julesa Verna Dvajset tisoč milj pod morjem. Julija istega leta je Kongres ZDA odobril njeno gradnjo in tako je 14. junija 1952 takratni predsednik ZDA Harry S. Truman simbolično položil njeno kobilico v ladjedelnici Electric Boat Division (Groton, Connecticut). Žena bivšega predsednika ZDA Dwighta D. Eisenhowerja, Mamie Eisenhower, je 21. januarja 1954 krstila podmornico. V aktivno sestavo je bila sprejeta 30. septembra istega leta. 